# M21 Radio
Emisora Escuela M21 de Madrid, más conocida por el indicativo M21 Radio, era la emisora de radio local pública de Madrid (España), operada por el ayuntamiento de Madrid. Su programación estaba centrada en acontecimientos culturales, ocio e información de servicio público, y funcionaba también como escuela municipal de formación.

## Historia
A lo largo de su historia, el ayuntamiento de Madrid ha contado con distintos proyectos para desarrollar una radio municipal. 
En los años 1980 la Asociación Cultural Amigos de la Radio impulsa la creación de un centro de formación de profesionales de la radio que vio la luz en 1986, durante la alcaldía de Juan Barranco. Ese año comenzaron los cursos y las emisiones de «Radio 10» en el 108.0 FM, desde unos estudios municipales en Carabanchel que permanecieron abiertos hasta 1988. Un año más tarde, el nuevo alcalde Rodríguez Sahagún impulsó la apertura de dos centros de formación en la avenida de Oporto y Villaverde, aunque sin emisiones de radio.
Más tarde, el alcalde José María Álvarez del Manzano recuperó en 1995 las emisiones de la radio desde un nuevo estudio en el barrio de la Ventilla, con el indicativo «Onda Imefe» —siglas del Instituto Municipal de Empleo y Formación Empresarial—, orientada a la formación de desempleados. Fue inaugurada el 20 de octubre de 1998 y funcionó hasta que los siguientes regidores prescindieron de ella en 2005.
En 2015, la alcaldesa Manuela Carmena anunció la reactivación de la radio municipal, con una programación basada en cultura y espacios de servicio público, que además serviría de centro de inserción laboral. El 26 de septiembre de 2016 comenzaron las emisiones de «M21 Radio», en referencia a los 21 distritos de Madrid, desde la escuela de radio municipal en Alameda de Osuna. A partir de enero de 2017 se puso en marcha la programación regular desde los nuevos estudios situados en el Palacio de Cibeles.

### Cierre en FM
La emisora dejó de emitir a través del FM el 30 de septiembre de 2019, después de que el sucesor de Carmena en la alcaldía, José Luis Martínez-Almeida, anunciase que no renovaría la concesión. La emisión de radio M21 se cortó un día antes de lo anunciado sin que la plantilla pudiera despedirse a través de los micrófonos. La licencia actual habría permitido emitir hasta el 31 de diciembre pero el alcalde decidió adelantar el cierre con un anuncio en el Pleno que su equipo no esperaba.
El nuevo regidor alegó que la radio no era rentable porque había recibido 4,3 millones de euros en tres años y obtenido una audiencia media de «457 oyentes diarios» según datos municipales, cancelando a su vez los 5,3 millones de euros que el anterior equipo de gobierno había previsto para el ejercicio 2019-2023. No obstante, la cifra de audiencia real no se conoce porque M21 Radio no estaba inscrita en el Estudio General de Medios; las estadísticas del sitio web apuntaban a una descarga de 711 podcasts diarios y medio millón de conexiones en streaming desde agosto de 2019.
Por su parte, los responsables de la emisora defendieron su continuidad y aseguraron que el cierre se debía a que el nuevo equipo nunca estuvo de acuerdo con la idea de la emisora municipal, a la que llegaron a referirse despectivamente como «Radio Carmena» cuando estaban en la oposición
Tras el cierre de la emisora el 30 de septiembre de 2019, el 2 de enero de 2020 José Luis Martínez-Almeida terminó de destruir el legado de la radio municipal al eliminar la página web de la emisora escuela y todos los podcast y contenidos que aún seguían disponibles para su escucha y descarga.

## Frecuencias

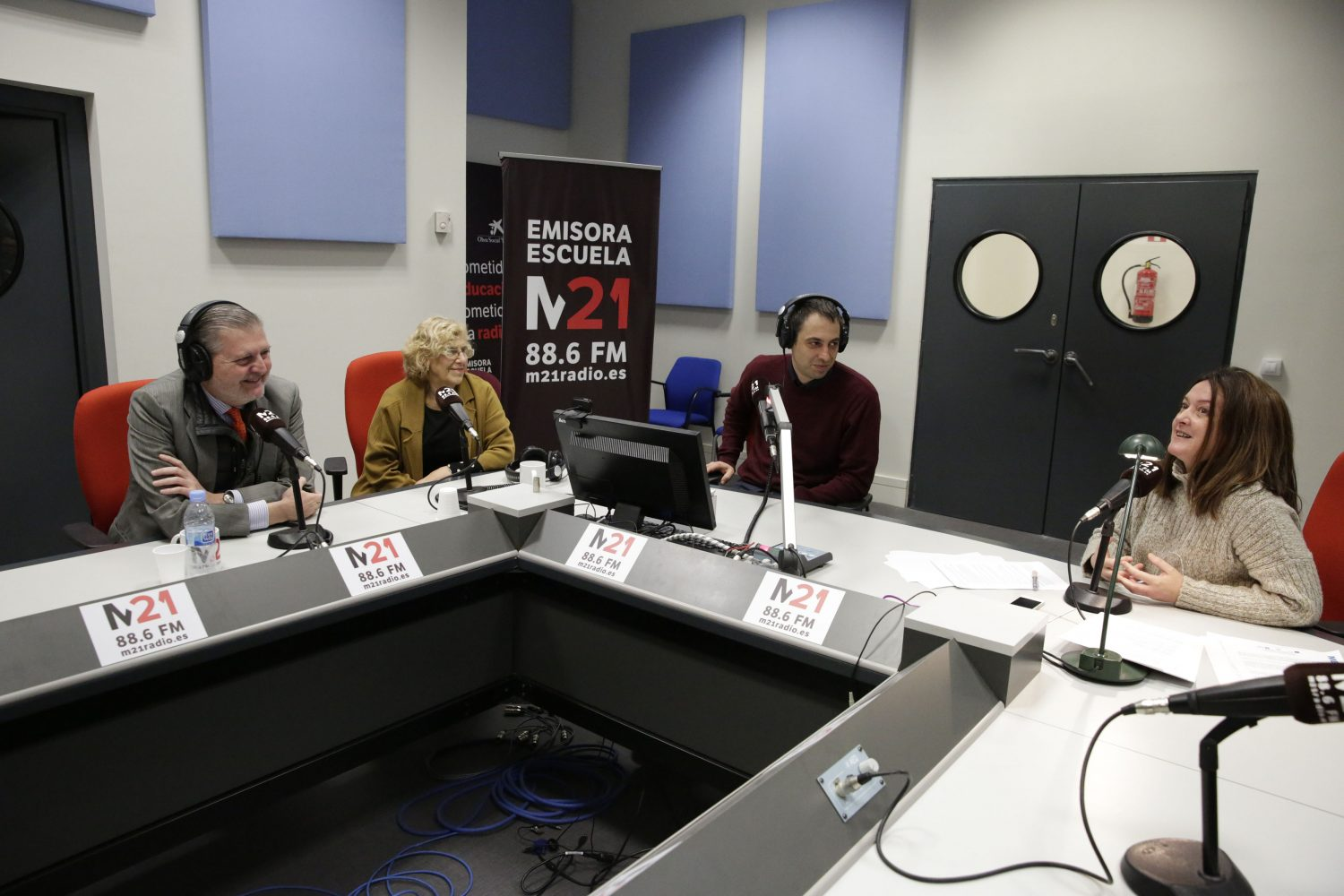
Interior del estudio de M21 Radio. A la izquierda figuran el ministro de Cultura, Íñigo Méndez de Vigo, y la alcaldesa de Madrid, Manuela Carmena (2017).

M21 Radio centraba su programación en el área metropolitana de Madrid. Desde 1997 hasta 2019, el ayuntamiento de Madrid poseía una frecuencia en el 88.6 del FM. Aunque la emisora dejó de ofrecer su programación por FM, el consistorio mantenía la propiedad de la señal.